# Municipio de Amatenango del Valle
El Municipio de Amatenango del Valle es uno de los 124 municipios que conforman el estado de Chiapas, su cabecera es el pueblo de Amatenango del Valle.

## Toponimia
Amatenango significa, en náhuatl "lugar de amates" o " fortificación de amates".

## Geografía
El municipio se encuentra en el Altiplano Central de Chiapas, siendo semiplana la mayor parte del terreno.

### Límites
Las coordenadas extremas del municipio son: al norte 16°36′ de latitud norte; al sur 16°26′ de latitud; al este 92°18′ de longitud oeste; al oeste 92°30′ de longitud. El municipio de Amatenango del Valle colinda con los siguientes municipios:
- Al noreste: Chanal.
- Al este: Comitán de Domínguez.
- Al sur: Las Rosas y Venustiano Carranza.
- Al oeste y norte: Teopisca.

## Demografía
De acuerdo a los resultados del Censo de Población y Vivienda de 2020 realizado por el Instituto Nacional de Estadística y Geografía, la población total de Amatenango del Valle es de 11 283 habitantes, de los cuales 5 373 son hombres y 5 910 son mujeres.

### Localidades
En el censo de 2020 el municipio de Amatenango del Valle contaba con 50 localidades.
| Código INEGI      | Localidad             | Población (2020) |
| ----------------- | --------------------- | ---------------- |
| 070070001         | Amatenango del Valle  | 5 920            |
| 070070012         | El Madronal           | 712              |
| 070070066         | San Caralampio Chavín | 645              |
| Otras localidades | Otras localidades     | 4 006            |
| Total municipal   | Total municipal       | 11 283           |